# مرغ دوزنده دم‌حنایی
مرغ دوزنده دم‌حنایی (نام علمی: Orthotomus sericeus) نام یک گونه از سرده مرغ دوزنده است.